# 山梗菜定
山梗菜定是一种含氮有机化合物，化学式C
22H
29NO
2，属于哌啶类生物碱，结构上与山梗菜碱（也称为“洛贝林”、“山梗烷醇酮”）类似。